# كريس أ. باتلر
كريس أ. باتلر (بالإنجليزية: Chris A. Butler)‏ هو مصمم الإنتاج وفنان ورسام توضيحي أمريكي، ولد في 14 أغسطس 1952 في تينيسي في الولايات المتحدة، وتوفي في 30 أبريل 1994 في لوس أنجلوس في الولايات المتحدة.

## وصلات خارجية
- كريس أ. باتلر على موقع IMDb (الإنجليزية)
- كريس أ. باتلر على موقع قاعدة بيانات الفيلم (الإنجليزية)